# ジョージ・ブライアン (第4代ベリュー男爵)

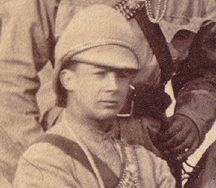
1879年の写真

第4代ベリュー男爵ジョージ・レオポルド・ブライアン・ブライアン（George Leopold Bryan Bryan, 4th Baron Bellew、出生名ジョージ・レオポルド・ブライアン・ベリュー（George Leopold Bryan Bellew）、1857年1月22日 – 1935年6月15日）は、アイルランド貴族。アイルランド貴族代表議員を務めた。

## 生涯
第2代ベリュー男爵エドワード・ベリューと妻オーガスタ・メアリー（1834年ごろ – 1904年5月11日、ジョージ・ブライアンの娘）の息子として、1857年1月22日に生まれた。1880年10月13日に女王の認可状を受けて姓をブライアンに変えた。
軍人として第10ロイヤル・ハザール連隊に入隊して少佐まで昇進し、1878年から1879年まで第二次アングロ・アフガン戦争、1884年から1885年までナイル遠征に参戦した。その後、Imperial Yeomanryの一員として1900年から1901年まで第二次ボーア戦争に参戦、第一次世界大戦ではTerritorial Forceの一員だった。
キルケニー県の副統監を務め、1902年にキルケニー県長官を務めた。
1911年7月15日に兄チャールズ・バートラムが死去すると、ベリュー男爵位を継承した。1914年4月20日にアイルランド貴族代表議員に選出され、1935年に死去するまで務めた。
1935年6月15日にロンドンで死去、弟リチャード・ユースタスの息子エドワード・ヘンリーが爵位を継承した。

## 家族
1927年4月9日にエレイン・カーライル・リーチ（1973年没、ジョン・ベンジャミン・リーチの娘、ハーバート・ロイド＝ドッドの未亡人）と結婚したが、2人の間に子供はいなかった。